# Lillåstjärnen, Dalarna
Lillåstjärnen är en sjö i Orsa kommun i Dalarna och ingår i Dalälvens huvudavrinningsområde. Sjöns area är 0,012 kvadratkilometer och den befinner sig 300 meter över havet.